# Papinsko povjerenstvo za sakralnu arheologiju
Papinsko povjerenstvo za sakralnu arheologiju je službeno tijelo Svete Stolice koje je 1852. godine osnovao papa Pio IX. s ciljem promicanja i usmjeravanja iskapanja u Rimskim katakombama i na drugim mjestima od kršćanskog značaja te zaštite predmeta pronađenih tijekom iskapanja. Papa Pio XI. je 1925. proglasio Povjerenstvo papinskom.

## Vanjske poveznice
- Službena stranica